# Goldgrund

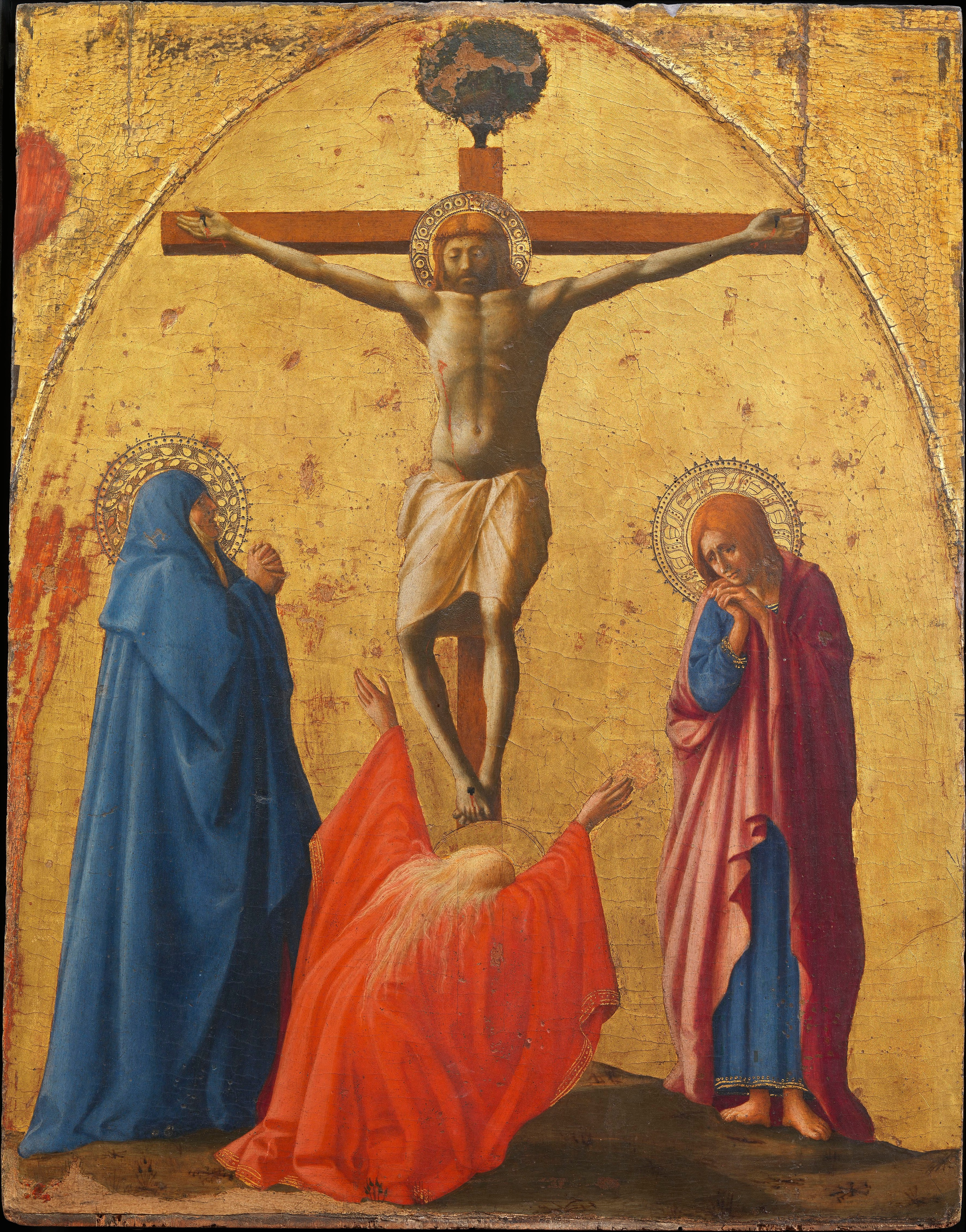
Kreuzigung Christi. Masaccio 1426, Blattgold und Öl auf Holz

Als Goldgrund wird der aus Blattgold bestehende Malgrund bezeichnet, der seit dem 4. Jahrhundert n. Chr. in der abendländischen und byzantinischen Kunst in der Buch- und Tafelmalerei üblich war. Der Goldgrund verleiht dem Bild materielle Kostbarkeit und einen neutralen, feierlichen Flächengrund. Die dargestellten Figuren erscheinen vor dem warmen Goldton wie isoliert, was besonders in einem architektonischen Rahmen einen unleugbaren Reiz hat.

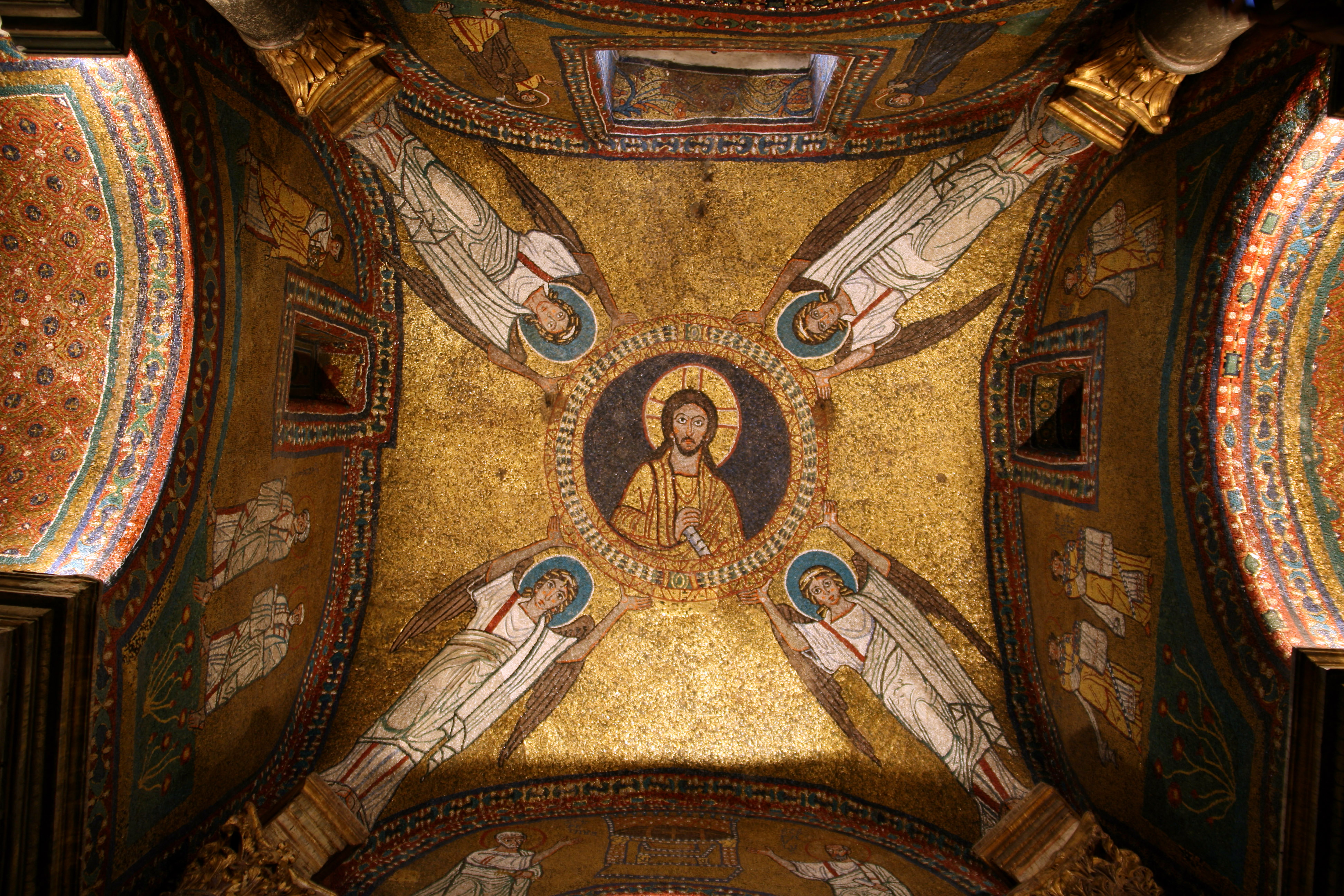
Byzantinisches Mosaik in der Kuppel der Zenokapelle in Santa Prassede in Rom

Der Goldgrund geht auf die byzantinischen Mosaiken zurück und wurde im Laufe der Zeit für die Miniaturmalerei sowie die Malerei mit Leimfarben, Temperafarben und Ölfarben übernommen. In Italien war der Goldgrund für Heiligenbilder noch bis gegen Ende des 15. Jahrhunderts fast ausschließlich üblich. Im 16. Jahrhundert musste er in der abendländischen Kunst wieder landschaftlichen Elementen weichen, während die byzantinisch-russische  Ikonenmalerei den Goldgrund beibehielt. Auch in neuerer Zeit ist der Goldgrund in kirchlichen Wandmalereien wie in Tafelbildern religiösen Inhalts wieder verwendet worden, so im Dom zu Speyer und in der Altlerchenfelder Pfarrkirche zu Wien.